# Triumph Toledo
De Triumph Toledo is een automodel van de Britse fabrikant Triumph.

## Geschiedenis
De Toledo werd in augustus in 1970 geïntroduceerd als een goedkopere versie van de Triumph 1300, die op datzelfde moment werd vervangen door de 1500. De Toledo had dezelfde voorkant met de gedeeld grille als de 1500, maar in plaats van de dubbele ronde koplampen had de Toledo rechthoekige, enkele koplampen en grijze kunststof inzetstukken in de grille. De achterkant van de Toledo was gelijk aan de oude 1300, met uitzondering van de achterlichten die eenvoudiger en gladder waren gemaakt.
Het grootste verschil met de 1300 was de stap terug van voorwielaandrijving naar achterwielaandrijving met een starre achteras met schroefveren, die moest helpen te besparen op de productiekosten. Het interieur was ook goedkoper, het dashboard was een eenvoudige houten plank met geboorde openingen voor de eenvoudige instrumenten. Het geheel was echter iets luxueuzer dan andere compacte auto's uit die tijd met hun interieurdelen gemaakt van zwart kunststof.
Aanvankelijk was de Toledo er alleen als tweedeurs sedan met een viercilinder lijnmotor met een cilinderinhoud van 1296 cc die een vermogen leverde van 58 pk (43 kW) bij 5300 tpm. Hij had trommelremmen op alle vier de wielen, een overdrive of automatische versnellingsbak waren niet leverbaar. Niet veel later verscheen een vierdeurs exportversie die was uitgerust met een 1493 cc motor met een enkele (61 pk/45 kW) of dubbele carburateur (64 pk/47 kW). Vanaf augustus 1971 waren deze modellen ook beschikbaar in Groot-Brittannië.
De tweedeurs verschilde qua uiterlijk slechts in geringe mate van de populairdere vierdeurs. De tweedeurs had tot 1973 niet de om de hoeken lopende bumpers, terwijl de vierdeurs vanaf het begin de moderne bumpers had. Bovendien had de tweedeurs aanvankelijk nog twee bumperrozetten die bij de jaarwisseling van 1972/1973 vervielen. In de loop der tijd werd het model in details verbeterd. Zo waren er vanaf oktober 1972 standaard schijfremmen en vanaf het begin van het jaar 1973/1974 een verwarmde achterruit.

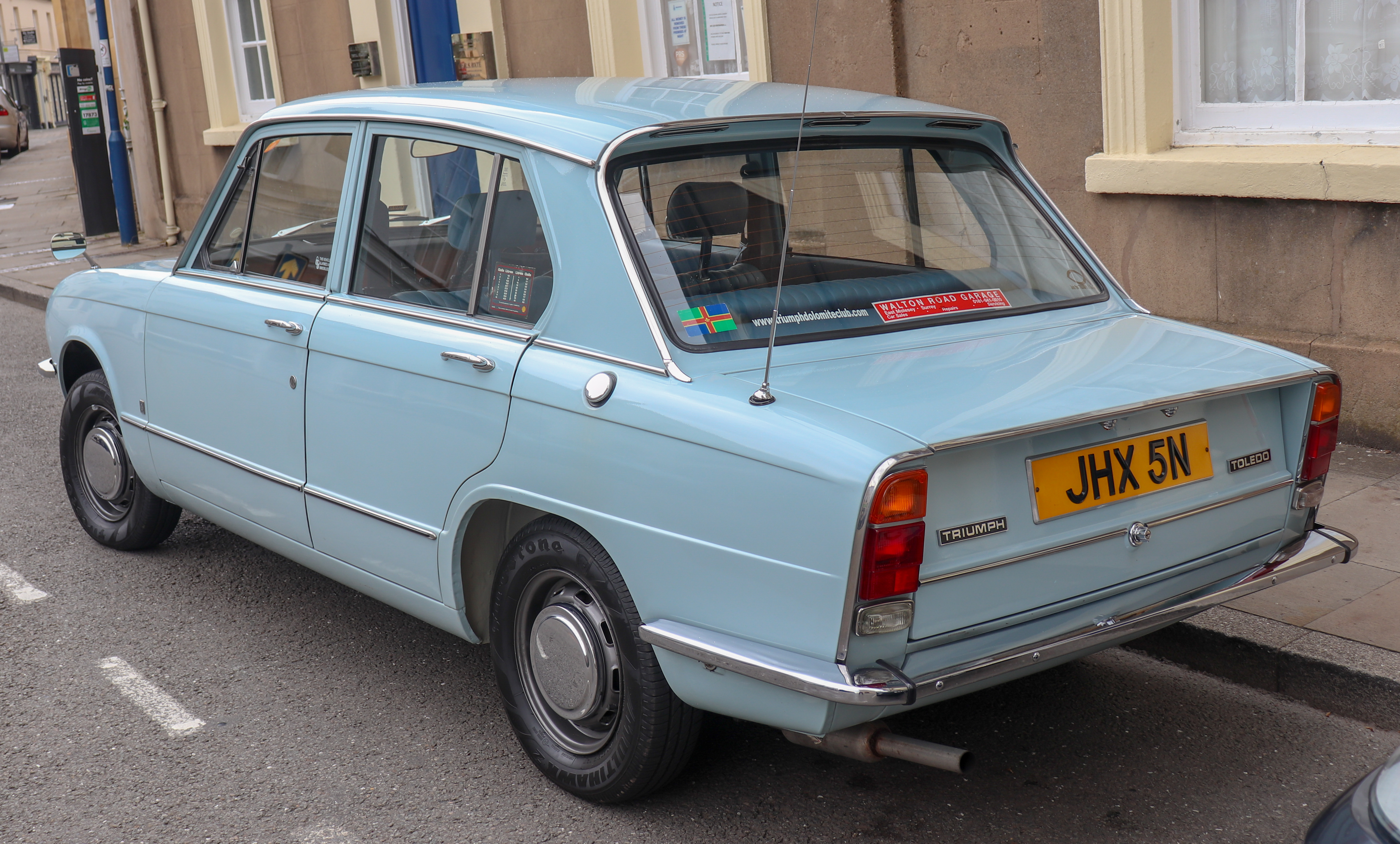
Achteraanzicht (1975)

In maart 1975 verviel de tweedeurs, de vierdeurs werd met verschillende verbeteringen nog een jaar langer gebouwd. De versnellingsbak die afkomstig was van de Triumph Herald, werd vervangen door de versnellingsbak van de Spitfire 1500 en de auto kreeg een nieuwe koppeling. De gewijzigde Toledo kreeg sierlijsten opzij, een zwarte in plaats van de zilverkleurige grille en een roestvrijstalen lijst op de dakrand. De uitrusting werd opnieuw verbeterd met nu standaard een dimbare binnenspiegel, een waarschuwingslampje voor de veiligheidsgordels, neerklapbare voorstoelen (voorheen alleen op aanvraag), dubbele achteruitrijlichten (voorheen alleen op aanvraag), een aansteker, waarschuwingsknipperlichten en een buitenspiegel aan de bestuurderszijde. Een voorruit van gelaagd glas, hoofdsteunen op de voorstoelen en stoelbekleding van geborsteld nylon waren op aanvraag verkrijgbaar.
In maart 1976 verving de Triumph Dolomite de Toledo na 119.182 geproduceerde exemplaren. Hiervan waren 113.294 1,3 litermodellen en waren slechts 5.888 1,5 litermodellen. Dit maakt de Toledo tot een van de best verkochte sedans van Triumph. De laatste, bijzonder goed uitgeruste Toledo's worden tegenwoordig vaak aangeduid als Dolomite 1300 met een kleine kofferbak.